# Jaime Belenguer
Jaime Belenguer Hervás (Valencia, 23 de junio de 1937) es un ex gimnasta artístico español. Fue el deportista abanderado de España en los Juegos Olímpicos de Roma 1960.

## Palmarés
- Siete Campeonatos de España de Gimnasia Artística Masculina en los años 1959, 1960, 1962,1963, 1964, 1965 y 1966.
- Bronce en salto de potro en los Juegos del Mediterráneo de Beirut de 1959.[2]
- Bronce por equipos en los Juegos del Mediterráneo de Túnez de 1967.
- Finalista en los campeonatos de Dortmund de 1966 y finalista en anillas y potro con arcos en la copa de Europa de Helsinki de 1967.

## Participaciones en Juegos Olímpicos
- Juegos Olímpicos de Roma 1960, puesto 18 en equipos y 95 en individual por aparatos.